# Saint-Victor-des-Oules
Pour les articles homonymes, voir Saint-Victor.
Saint-Victor-des-Oules est une commune française située dans l'est du département du Gard, en région Occitanie.
Exposée à un climat méditerranéen, elle est drainée par divers petits cours d'eau. La commune possède un patrimoine naturel remarquable : un site Natura 2000 (l'« étang et mares de la Capelle ») et une zone naturelle d'intérêt écologique, faunistique et floristique.
Saint-Victor-des-Oules est une commune rurale qui compte 308 habitants en 2022, après avoir connu une forte hausse de la population depuis 1968. Elle est dans l'unité urbaine de Saint-Quentin-la-Poterie et fait partie de l'aire d'attraction d'Uzès. Ses habitants sont appelés les Saint-Victoriens ou  Saint-Victoriennes.

## Géographie
Saint-Victor-des-Oules est situé à 7 km à l'est d'Uzès en direction de Bagnols-sur-Cèze. Le village est à flanc de colline, dominé par le Montaigu.
De là, on domine toute la plaine d'Uzès et on aperçoit les contreforts et premiers sommets des Cévennes.
La plaine du village est constituée de vignobles qui constituent l'une des principales activités présentes autour du village, à côté des carrières de pierre et de sable situées au nord.

### Climat
Pour des articles plus généraux, voir Climat de l'Occitanie et Climat du Gard.
En 2010, le climat de la commune est de type climat méditerranéen franc, selon une étude s'appuyant sur une série de données couvrant la période 1971-2000. En 2020, Météo-France publie une typologie des climats de la France métropolitaine dans laquelle la commune est exposée à un climat méditerranéen et est dans la région climatique Provence, Languedoc-Roussillon, caractérisée par une pluviométrie faible en été, un très bon ensoleillement (2 600 h/an), un été chaud (21,5 °C), un air très sec en été, sec en toutes saisons, des vents forts (fréquence de 40 à 50 % de vents > 5 m/s) et peu de brouillards.
Pour la période 1971-2000, la température annuelle moyenne est de 14,4 °C, avec une amplitude thermique annuelle de 17,9 °C. Le cumul annuel moyen de précipitations est de 839 mm, avec 5,8 jours de précipitations en janvier et 3,2 jours en juillet. Pour la période 1991-2020, la température moyenne annuelle observée sur la station météorologique la plus proche, située sur la commune d'Uzès à 6 km à vol d'oiseau, est de 14,5 °C et le cumul annuel moyen de précipitations est de 809,4 mm,. Pour l'avenir, les paramètres climatiques de la commune estimés pour 2050 selon différents scénarios d'émission de gaz à effet de serre sont consultables sur un site dédié publié par Météo-France en novembre 2022.

### Milieux naturels et biodiversité

#### Réseau Natura 2000

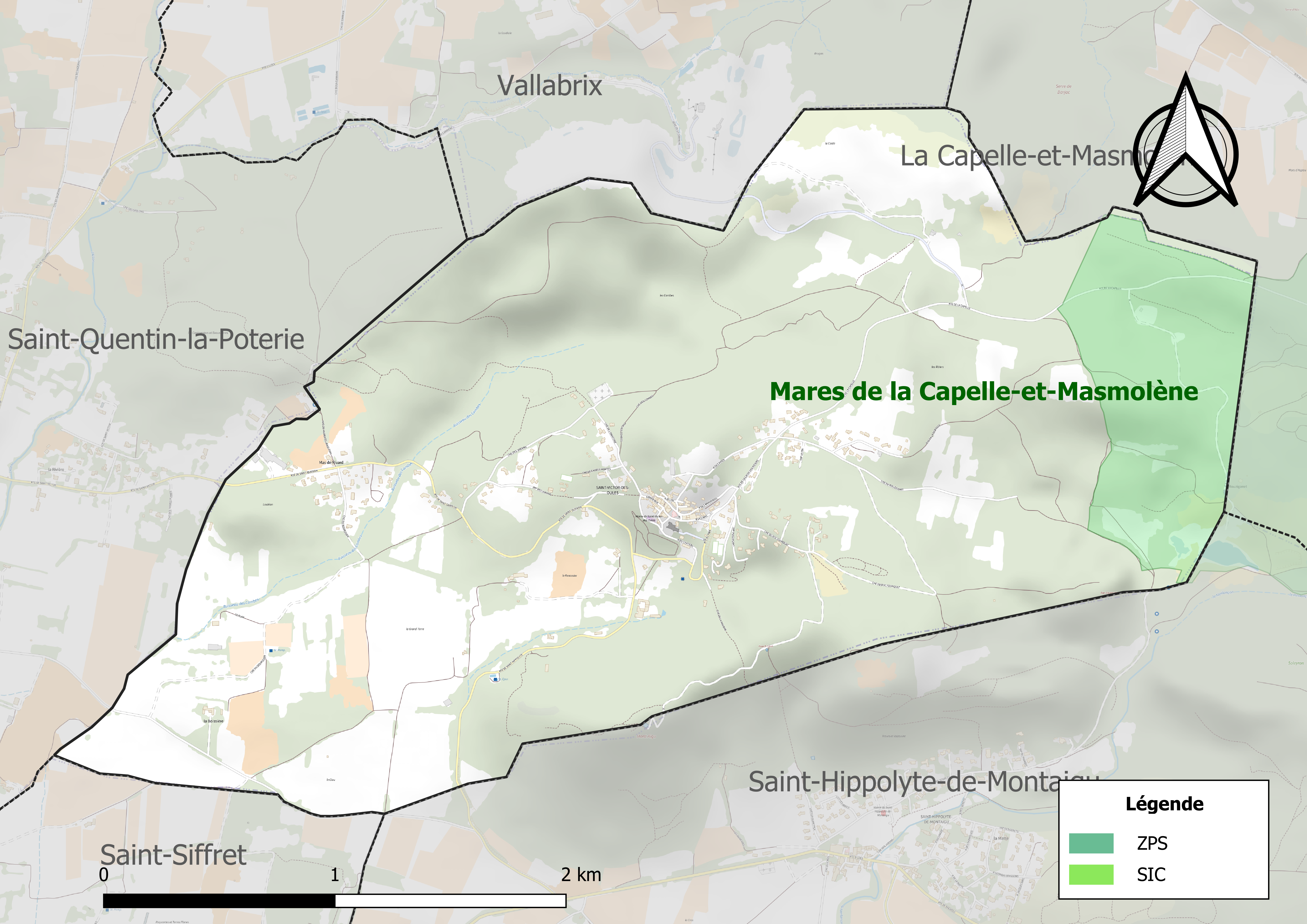
Site Natura 2000 sur le territoire communal.

Le réseau Natura 2000 est un réseau écologique européen de sites naturels d'intérêt écologique élaboré à partir des directives habitats et oiseaux, constitué de zones spéciales de conservation (ZSC) et de zones de protection spéciale (ZPS).
Un site Natura 2000 a été défini sur la commune au titre de la directive habitats : l'« étang et mares de la Capelle », d'une superficie de 314 ha, présentant un grand intérêt du fait de la présence de l'ensemble du cortège des mares temporaires méditerranéennes (habitat d'intérêt communautaire prioritaire) ainsi que d'une bonne diversité d'amphibiens, dont le triton crêté, le crapaud calamite, le pélobate cultripède.

#### Zones naturelles d'intérêt écologique, faunistique et floristique

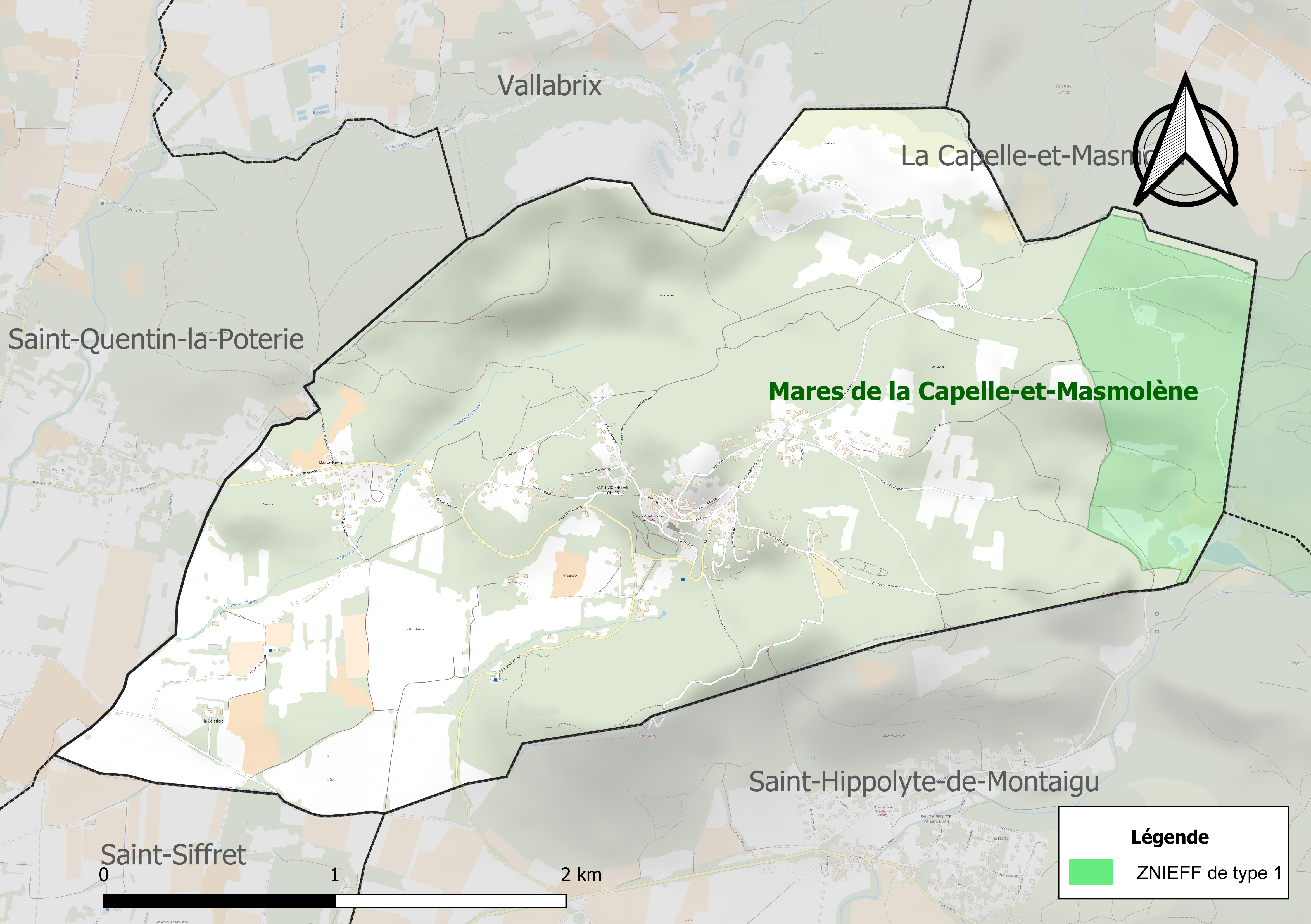
Carte de la ZNIEFF de type 1 localisée sur la commune.

L’inventaire des zones naturelles d'intérêt écologique, faunistique et floristique (ZNIEFF) a pour objectif de réaliser une couverture des zones les plus intéressantes sur le plan écologique, essentiellement dans la perspective d’améliorer la connaissance du patrimoine naturel national et de fournir aux différents décideurs un outil d’aide à la prise en compte de l’environnement dans l’aménagement du territoire.
Une ZNIEFF de type 1 est recensée sur la commune :
les « mares de la Capelle-et-Masmolène » (285 ha), couvrant 3 communes du département.

## Urbanisme

### Typologie
Au 1er janvier 2024, Saint-Victor-des-Oules est catégorisée commune rurale à habitat dispersé, selon la nouvelle grille communale de densité à sept niveaux définie par l'Insee en 2022.
Elle appartient à l'unité urbaine de Saint-Quentin-la-Poterie, une agglomération intra-départementale regroupant deux  communes, dont elle est une commune de la banlieue,,. Par ailleurs la commune fait partie de l'aire d'attraction d'Uzès, dont elle est une commune de la couronne,. Cette aire, qui regroupe 18 communes, est catégorisée dans les aires de moins de 50 000 habitants,.

### Occupation des sols
L'occupation des sols de la commune, telle qu'elle ressort de la base de données européenne d’occupation biophysique des sols Corine Land Cover (CLC), est marquée par l'importance des forêts et milieux semi-naturels (53,3 % en 2018), en augmentation par rapport à 1990 (49,7 %). La répartition détaillée en 2018 est la suivante : 
forêts (53,3 %), zones agricoles hétérogènes (27,5 %), zones urbanisées (12,2 %), mines, décharges et chantiers (7 %). L'évolution de l’occupation des sols de la commune et de ses infrastructures peut être observée sur les différentes représentations cartographiques du territoire : la carte de Cassini (XVIIIe siècle), la carte d'état-major (1820-1866) et les cartes ou photos aériennes de l'IGN pour la période actuelle (1950 à aujourd'hui).

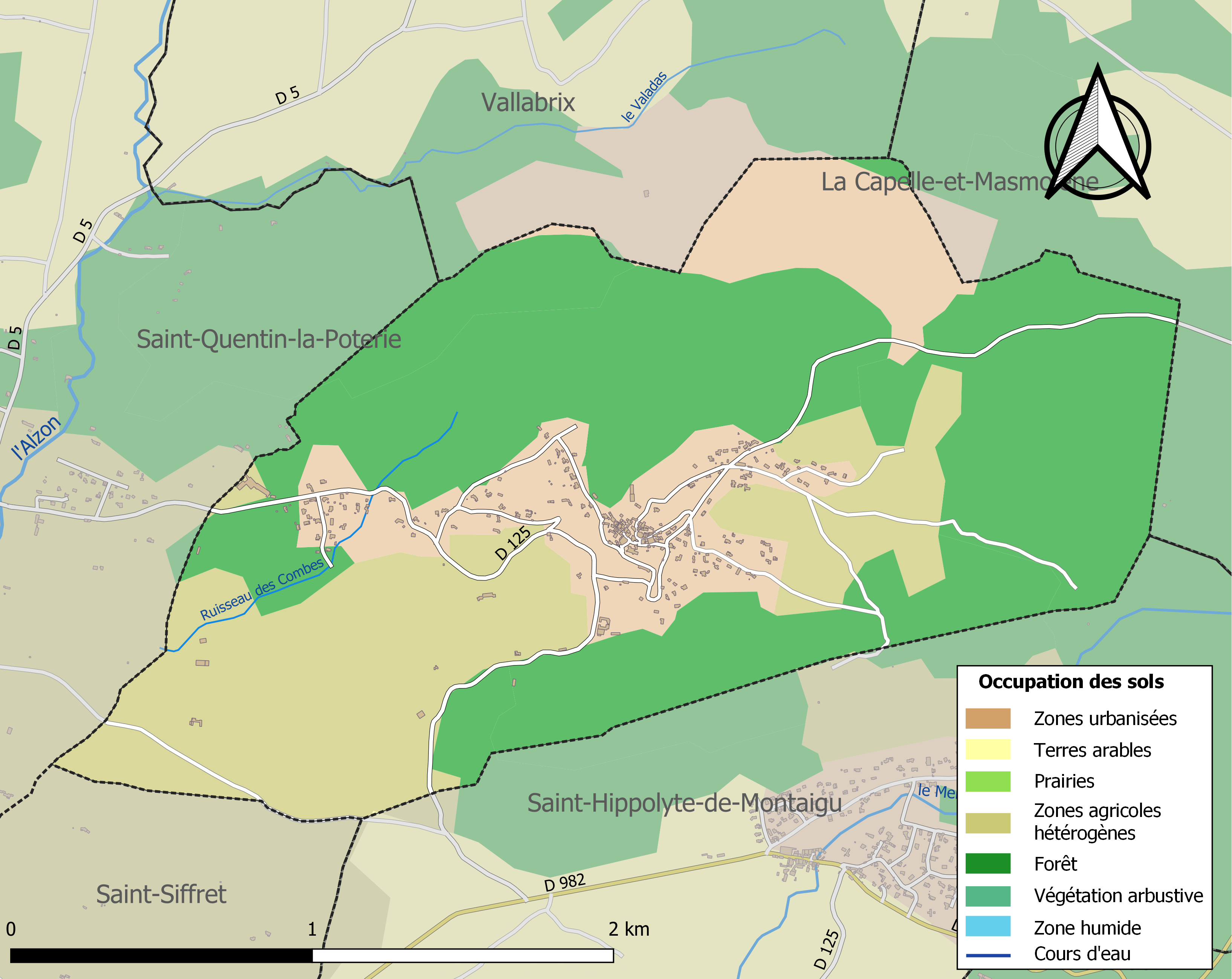
Carte des infrastructures et de l'occupation des sols de la commune en 2018 (CLC).

### Risques majeurs
Le territoire de la commune de Saint-Victor-des-Oules est vulnérable à différents aléas naturels : météorologiques (tempête, orage, neige, grand froid, canicule ou sécheresse), inondations, feux de forêts, mouvements de terrains et séisme (sismicité modérée). Il est également exposé à un risque particulier : le risque de radon. Un site publié par le BRGM permet d'évaluer simplement et rapidement les risques d'un bien localisé soit par son adresse soit par le numéro de sa parcelle.

#### Risques naturels
Certaines parties du territoire communal sont susceptibles d’être affectées par le risque d’inondation par débordement de cours d'eau et par une crue torrentielle ou à montée rapide de cours d'eau, notamment La commune a été reconnue en état de catastrophe naturelle au titre des dommages causés par les inondations et coulées de boue survenues en 1982, 1998, 2002 et 2014,.

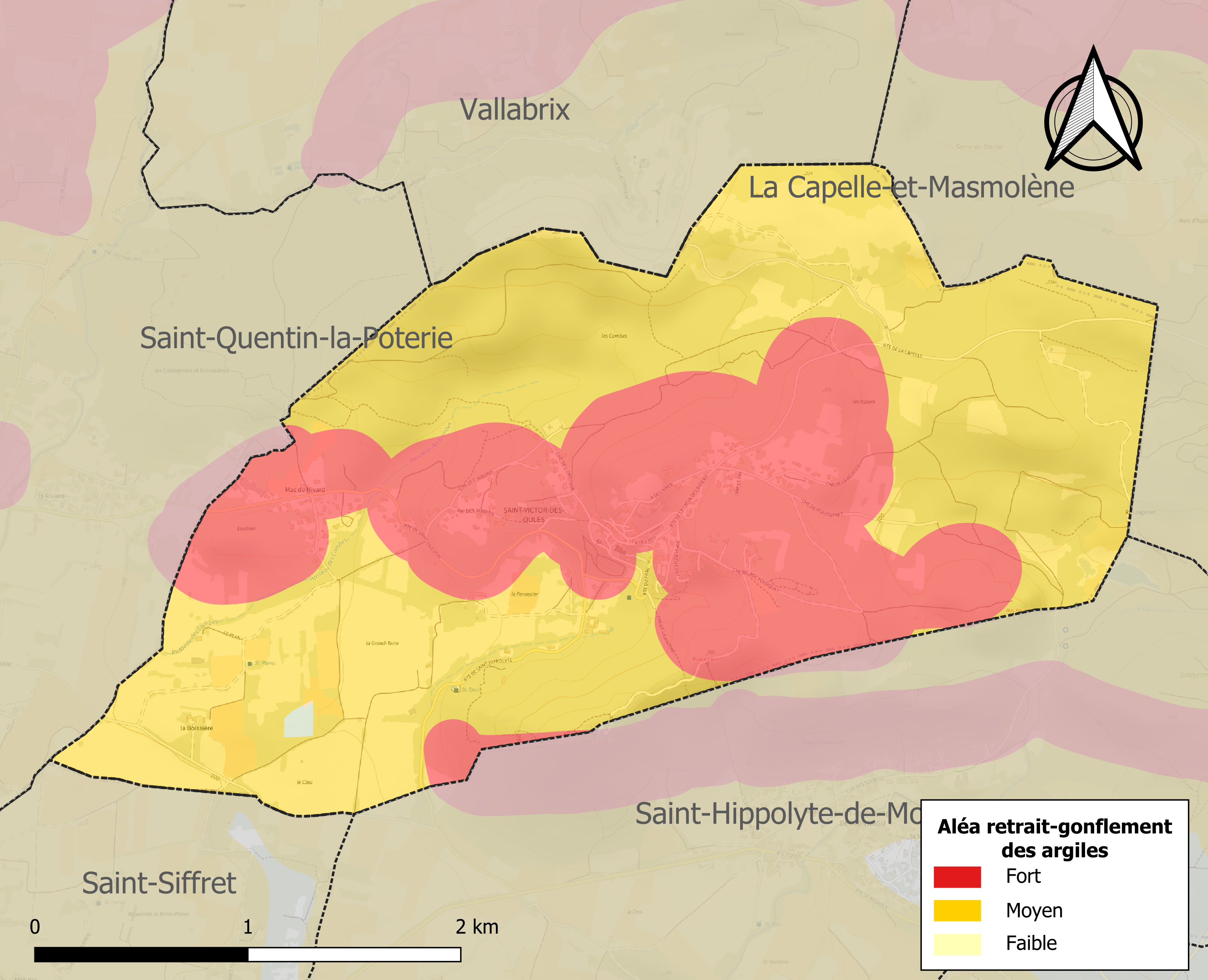
Carte des zones d'aléa retrait-gonflement des sols argileux de Saint-Victor-des-Oules.

La commune est vulnérable au risque de mouvements de terrains constitué principalement du retrait-gonflement des sols argileux. Cet aléa est susceptible d'engendrer des dommages importants aux bâtiments en cas d’alternance de périodes de sécheresse et de pluie. 99,8 % de la superficie communale est en aléa moyen ou fort (67,5 % au niveau départemental et 48,5 % au niveau national). Sur les 205 bâtiments dénombrés sur la commune en 2019, 205 sont en aléa moyen ou fort, soit 100 %, à comparer aux 90 % au niveau départemental et 54 % au niveau national. Une cartographie de l'exposition du territoire national au retrait gonflement des sols argileux est disponible sur le site du BRGM,.
Par ailleurs, afin de mieux appréhender le risque d’affaissement de terrain, l'inventaire national des cavités souterraines permet de localiser celles situées sur la commune.

#### Risque particulier
Dans plusieurs parties du territoire national, le radon, accumulé dans certains logements ou autres locaux, peut constituer une source significative d’exposition de la population aux rayonnements ionisants. Certaines communes du département sont concernées par le risque radon à un niveau plus ou moins élevé. Selon la classification de 2018, la commune de Saint-Victor-des-Oules est classée en zone 2, à savoir zone à potentiel radon faible mais sur lesquelles des facteurs géologiques particuliers peuvent faciliter le transfert du radon vers les bâtiments.

## Histoire
Saint-Victor-des-Oules est un petit village traditionnel gardois qui fut très connu dans la région pendant plusieurs siècles grâce à son étonnant sous-sol : un gisement inépuisable d'argiles réfractaires aux couleurs variées, exploité depuis le Néolithique.
Les « oules » sont des marmites. Au Moyen Âge, Saint-Victor vend à Avignon et à Nîmes de la vaisselle cuite non loin du quartier de Dourquier (dourco = cruche). Des générations de potiers se sont succédé jusqu'à l'extinction du dernier four en 1873. Saint-Victor devient alors un village de « mineurs de terre ».
Aujourd'hui, les carrières de quartz ont pris la relève ainsi qu'une École des Arts Céramiques (EDAC) qui renoue avec le passé au lieu-dit « La Ferme ». Celle-ci offre des possibilités pour découvrir l'univers de la céramique.

## Héraldique
| Blason de Saint-Victor-des-Oules | Blason  | D'hermine au pal losangé d'or et de sable.       |
| Blason de Saint-Victor-des-Oules | Détails | Le statut officiel du blason reste à déterminer. |

## Politique et administration
| Période                                  | Période  | Identité             | Étiquette    | Qualité                                            |
| ---------------------------------------- | -------- | -------------------- | ------------ | -------------------------------------------------- |
| mars 2014                                | En cours | Marie-Michèle Alvaro | UDI          |                                                    |
| mars 1974                                | 2001     | André Balme          |              |                                                    |
| 1892                                     | 1896     | Léonce Pascal        | Progressiste | Conseiller général du canton d'Uzès Député du Gard |
| Les données manquantes sont à compléter. |          |                      |              |                                                    |

## Démographie
L'évolution du nombre d'habitants est connue à travers les recensements de la population effectués dans la commune depuis 1793. Pour les communes de moins de 10 000 habitants, une enquête de recensement portant sur toute la population est réalisée tous les cinq ans, les populations de référence des années intermédiaires étant quant à elles estimées par interpolation ou extrapolation. Pour la commune, le premier recensement exhaustif entrant dans le cadre du nouveau dispositif a été réalisé en 2008.

En 2022, la commune comptait 308 habitants, en stagnation par rapport à 2016 (Gard : +2,97 %, France hors Mayotte : +2,11 %).
| 1793 | 1800 | 1806 | 1821 | 1831 | 1836 | 1841 | 1846 | 1851 |
| ---- | ---- | ---- | ---- | ---- | ---- | ---- | ---- | ---- |
| 255  | 254  | 258  | 270  | 305  | 270  | 265  | 294  | 315  |

| 1856 | 1861 | 1866 | 1872 | 1876 | 1881 | 1886 | 1891 | 1896 |
| ---- | ---- | ---- | ---- | ---- | ---- | ---- | ---- | ---- |
| 321  | 317  | 312  | 322  | 295  | 290  | 314  | 309  | 285  |

| 1901 | 1906 | 1911 | 1921 | 1926 | 1931 | 1936 | 1946 | 1954 |
| ---- | ---- | ---- | ---- | ---- | ---- | ---- | ---- | ---- |
| 275  | 257  | 251  | 228  | 193  | 159  | 102  | 85   | 115  |

| 1962 | 1968 | 1975 | 1982 | 1990 | 1999 | 2006 | 2008 | 2013 |
| ---- | ---- | ---- | ---- | ---- | ---- | ---- | ---- | ---- |
| 87   | 85   | 105  | 147  | 195  | 219  | 249  | 258  | 304  |

| 2018 | 2022 | - | - | - | - | - | - | - |
| ---- | ---- | - | - | - | - | - | - | - |
| 304  | 308  | - | - | - | - | - | - | - |

## Économie

### Revenus
En 2018  (données Insee publiées en septembre 2021), la commune compte 128 ménages fiscaux, regroupant 283 personnes. La médiane du revenu disponible par unité de consommation est de 21 460 € (20 020 € dans le département).

### Emploi
|                | 2008   | 2013  | 2018   |
| -------------- | ------ | ----- | ------ |
| Commune        | 4,5 %  | 7,1 % | 10,7 % |
| Département    | 10,6 % | 12 %  | 12 %   |
| France entière | 8,3 %  | 10 %  | 10 %   |

En 2018, la population âgée de 15 à 64 ans s'élève à 168 personnes, parmi lesquelles on compte 70,8 % d'actifs (60,1 % ayant un emploi et 10,7 % de chômeurs) et 29,2 % d'inactifs,. En  2018, le taux de chômage communal (au sens du recensement) des 15-64 ans est inférieur à celui du département, mais supérieur à celui de la France, alors qu'en 2008 il était inférieur à celui de la France.
La commune fait partie de la couronne de l'aire d'attraction d'Uzès, du fait qu'au moins 15 % des actifs travaillent dans le pôle,. Elle compte 40 emplois en 2018, contre 59 en 2013 et 52 en 2008. Le nombre d'actifs ayant un emploi résidant dans la commune est de 107, soit un indicateur de concentration d'emploi de 37,4 % et un taux d'activité parmi les 15 ans ou plus de 50,2 %.
Sur ces 107 actifs de 15 ans ou plus ayant un emploi, 27 travaillent dans la commune, soit 25 % des habitants. Pour se rendre au travail, 90,7 % des habitants utilisent un véhicule personnel ou de fonction à quatre roues, 0,9 % les transports en commun, 2,8 % s'y rendent en deux-roues, à vélo ou à pied et 5,6 % n'ont pas besoin de transport (travail au domicile).

### Activités hors agriculture
33 établissements sont implantés  à Saint-Victor-des-Oules au 31 décembre 2019. Le tableau ci-dessous en détaille le nombre par secteur d'activité et compare les ratios avec ceux du département,.
| Secteur d'activité                                                                                        | Commune | Commune | Département |
| Secteur d'activité                                                                                        | Nombre  | %       | %           |
| --- | ------- | ------- | ----------- |
| Ensemble                                                                                                  | 33      |         |             |
| Industrie manufacturière, industries extractives et autres                                                | 6       | 18,2 %  | (7,9 %)     |
| Construction                                                                                              | 9       | 27,3 %  | (15,5 %)    |
| Commerce de gros et de détail, transports, hébergement et restauration                                    | 6       | 18,2 %  | (30 %)      |
| Activités spécialisées, scientifiques et techniques et activités de services administratifs et de soutien | 5       | 15,2 %  | (14,9 %)    |
| Administration publique, enseignement, santé humaine et action sociale                                    | 3       | 9,1 %   | (13,5 %)    |
| Autres activités de services                                                                              | 4       | 12,1 %  | (8,8 %)     |

Le secteur de la construction est prépondérant sur la commune puisqu'il représente 27,3 % du nombre total d'établissements de la commune (9 sur les 33 entreprises implantées  à Saint-Victor-des-Oules), contre 15,5 % au niveau départemental.

### Agriculture
|               | 1988 | 2000 | 2010 | 2020 |
| ------------- | ---- | ---- | ---- | ---- |
| Exploitations | 5    | 6    | 2    | 3    |
| SAU (ha)      | 63   | 94   | 31   | 40   |

La commune est dans les Garrigues, une petite région agricole occupant le centre du département du Gard. En 2020, l'orientation technico-économique de l'agriculture  sur la commune est l'élevage de bovins, pour la viande. Trois exploitations agricoles ayant leur siège dans la commune sont dénombrées lors du recensement agricole de 2020 (cinq en 1988). La superficie agricole utilisée est de 40 ha,,.

## Culture locale et patrimoine

### Lieux et monuments
Malgré sa petite taille, le village de Saint-Victor-des-Oules recèle un certain nombre de monuments et de lieux chargés d'histoire. Sur la place centrale du village se trouve le « Château de Saint Victor », remanié et restauré au XIXe siècle ; aujourd'hui transformé en hôtel.

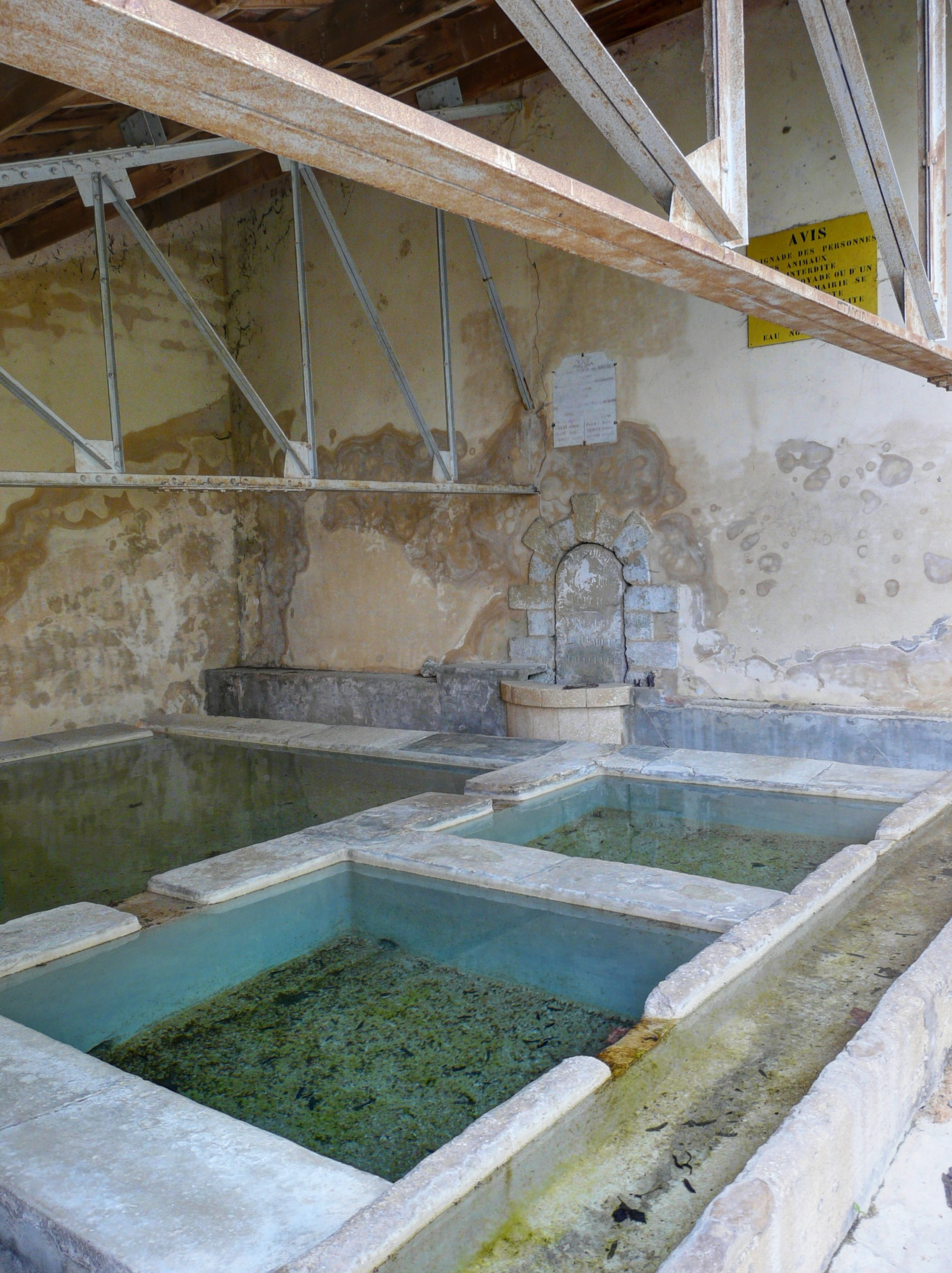
Lavoir de Saint-Victor-des-Oules.

Du haut de la grande tour carrée, la vue se prolonge sur toute la plaine d'Uzès.
Juste au-dessus du château se dresse l'église, d'origine romaine (reconstruite en 1680) avec son clocher servant aussi d'horloge.
- Église Saint-Victor de Saint-Victor-des-Oules.

Dans le bas du village, sous le parc du Château se trouve le vieux lavoir, restauré il y a quelques années, alimenté par l'une des sources courant dans les collines de Saint-Victor.
Au sommet du Montaigu (257 m), on peut apprécier la vue d'ensemble de la plaine d'Uzès, des villages voisins et des contreforts des Cévennes. La Madone du Montaigu, protectrice du village, se trouve sur ce sommet. Entre le Ve et le Ier siècle av. J.-C., le Montaigu fut un oppidum prisé et défendu pour sa position stratégique dominante.

### Personnalités liées à la commune
- Léonce Pascal (1835-1923), fut député progressiste du Gard, maire de Saint-Victor puis d'Uzès.